# Panchkula
Panchkula est une ville indienne située dans le district de Panchkula dans l’État de l'Haryana.
En 2011, sa population était de 561 293 habitants.

## Source de la traduction
- (en) Cet article est partiellement ou en totalité issu de l’article de Wikipédia en anglais intitulé « Panchkula » (voir la liste des auteurs).